# Большая счастливая семья Мэдеи
«Большая счастливая семья Мэдеи» (англ. Madea's Big Happy Family) — американская комедийная мелодрама 2011 года автора сценария, продюсера и режиссёра Тайлера Перри, который также исполняет главную роль Мэдеи и ещё нескольких персонажей. Картина основывается на одноимённой театральной поставке, написанной Перри. Это шестой фильм с участием главной героини — бабушки семейства Мэдеи. 
Премьера состоялась 22 апреля 2011 года в США.

## Сюжет
Ширли (Лоретта Дивайн) вместе с тётей Бэм (Кассандра Дэвис) отправляется к доктору Уилсону, чтобы узнать об ухудшении своего самочувствия. Ширли просит тётю позвонить детям и сообщить об этом. Кора и мистер Браун находятся в больнице, где доктор сообщает, что необходимо провести исследование мистеру Брауну. Дети Ширли Байрон (Бау Вау), Кимберли (Шеннон Кэйн) и Тэмми (Натали Десселл) прибывают на ужин: Байрон с девушкой Рене (Лорен Лондон) и их ребёнком, Байроном-младшим; Тэмми вместе с мужем Гарольдом (Родни Перри) и их двумя детьми; а Кимберли с мужем Келвином (Айзая Мустафа). Ситуация осложняется тем, что каждый из гостей начинает выяснять отношения и спорить, из-за чего Ширли так и не удаётся рассказать о своей болезни.
Она хочет исправить положение и просит Мэдею о помощи, чтобы собрать гостей вновь. Мэдея отправляется к каждому из них и настоятельно требует, чтобы он явился на званый ужин. В это время мистеру Брауну (Дэвид Манн) делают операцию и он теряет много крови. Врач просит Кору сдать кровь, чтобы помочь ему. Но когда обнаруживается, что у них разные группы, Кора задумывается, как может быть мистер Браун её отцом.
Ужин всё-таки проходит, но, как и прежде, все озабочены собственными проблемами. Состояние Ширли ухудшается, её отвозят в больницу, куда приезжают Байрон, Тэмми, Гарольд и Келвин. Она сообщает им о своей болезни и говорит, что любит их. А также звонит по телефону Кимберли. После отпевания Ширли Мэдея сталкивается с членами семьи и говорит про Ширли добрые слова, в частности то, что она не хотела, чтобы окружающие ругались.
Мэдея берёт на себя роль усмирительницы и начинает давать советы каждому из родственников. Она говорит, что нужно искать понимание и прощать друг друга, не использовать детей как средство выяснения отношений, а также необходимость завязать с наркотиками. Фильм заканчивается тем, что Мэдея, мистер Браун и Кора приходят на ток-шоу «The Maury Povich Show», чтобы выяснить, является ли он отцом Коры. Мэдея уверяет, что так и есть, однако, предоставленные анализы экспертизы говорят об обратном. За кулисами Мэдея очень расстроена и плачет, она не понимает, как такое может быть, и предлагает на данном этапе по-прежнему считать мистера Брауна отцом Коры.

## В ролях
- Тайлер Перри — Мэдея / Джо
- Лоретта Дивайн — Ширли
- Кэсси Дэвис — тётя Бэм
- Шеннон Кэйн — Кимберли
- Айзая Мустафа — Келвин
- Натали Десселл — Тэмми
- Родни Перри — Гарольд
- Тамела Дж. Манн — Кора
- Дэвид Манн — мистер Браун
- Бау Вау — Байрон
- Тейяна Тейлор — Сабрина
- Лорен Лондон — Рене
- Стиви Уолш-мл. — H.J.

## Критика и отзывы
Фильм получил смешанные отзывы от критиков. На основе 19 отзывов, собранные сайтом Rotten Tomatoes, он имеет общий положительный рейтинг в 38 % при среднем рейтинге 4,6 из 10. Metacritic даёт смешанные отзывы со средней оценкой в 45 баллов на основе 15 отзывов.

## Кассовые сборы
Премьера фильма состоялась 22 апреля 2011 года. Касса за первый уик-энд превысила $ 25 миллионов, окупив бюджет. В общей сложности, фильм собрал $ 53 345 287.

## Саундтрек
- «Explosion» — Eli «Paperboy» Reed
- «Ain’t Nobody Perfect» — Mighty Hannibal
- «Tired» — Kelly Price
- «Family» — Мэйси Грей
- «Crazy Beautiful Queen» — Radio Traffic
- «Thicky Trick» — DJ Troy$e
- «Come On In The Room» — Тайлер Перри
- «Heaven Waits» — Elvin Ross и Тайлер Перри
- «1-800-Choke-That-Ho» — Noelle, John Austin and Samuel Hall Zeines

## Награды и номинации
- «BMI Film & TV Awards» (2012) — победа за лучшее музыкальное сопровождение в фильме (композитор Аарон Зигман)

## Мировой релиз
На DVD и Blu-Ray картина была выпущена 30 августа 2011 года. DVD имеет четыре короткометражки: «By-reen: The Baby Mama from Hell», «Ties That Bind», «Madea’s Family Tree», and «Brown Calls Maury». Blu-Ray также содержит эти дополнения, включая цифровую копию.